# Belgische Gouden Schoen 1966
De verkiezing van de Belgische Gouden Schoen 1966 werd in 1967 gehouden. Wilfried Van Moer won de voetbalprijs voor de eerste keer en werd zo de tweede speler van Antwerp FC die de trofee in de wacht sleepte.

## De prijsuitreiking
Wilfried Van Moer speelde begin 1965 nog in Derde Klasse, maar behoorde een jaar later al tot de top in België. De middenvelder van Antwerp FC beschikte over veel spelinzicht, een goede techniek en doorzettingsvermogen. Van Moer werd in 1966 in de nationale ploeg opgenomen en werd begin 1967 beloond met de Gouden Schoen.
RSC Anderlecht had in 1966 een derde titel op rij veroverd, maar toch haalde geen enkele speler van paars-wit de top 3. Oud-winnaars Wilfried Puis en Paul Van Himst vielen zelfs buiten de top 5.
Het duurde tot 2020 met Lior Rafaelov eer er weer een winnaar van De Gouden Schoen in loondienst van Antwerp FC was.

## Top 5
| Nr. | Land               | Naam              | Club(s)        | Punten |
| --- | ------------------ | ----------------- | -------------- | ------ |
| 1.  | Vlag van België    | Wilfried Van Moer | Antwerp FC     | 129    |
| 2.  | Vlag van België    | Raoul Lambert     | Club Brugge    | 70     |
| 3.  | Vlag van België    | Yves Baré         | Club Luik      | 29     |
| 4.  | Vlag van Nederland | Jan Mulder        | RSC Anderlecht | 23     |
| 5.  | Vlag van België    | Pierre Hanon      | RSC Anderlecht | 20     |

1954 · 
1955 · 
1956 · 
1957 · 
1958 · 
1959 · 
1960 · 
1961 · 
1962 · 
1963 · 
1964 · 
1965 · 
1966 · 
1967 · 
1968 · 
1969 · 
1970 · 
1971 · 
1972 · 
1973 · 
1974 · 
1975 · 
1976 · 
1977 · 
1978 · 
1979 · 
1980 · 
1981 · 
1982 · 
1983 · 
1984 · 
1985 · 
1986 · 
1987 · 
1988 · 
1989 · 
1990 · 
1991 · 
1992 · 
1993 · 
1994 · 
1995 · 
1996 · 
1997 · 
1998 · 
1999 · 
2000 · 
2001 · 
2002 · 
2003 · 
2004 · 
2005 · 
2006 · 
2007 · 
2008 · 
2009 · 
2010 · 
2011 · 
2012 · 
2013 · 
2014 · 
2015 · 
2016 · 
2017 ·
2018 ·
2019 ·
2020 ·
2022 ·
2023 ·
2024